# Nedim

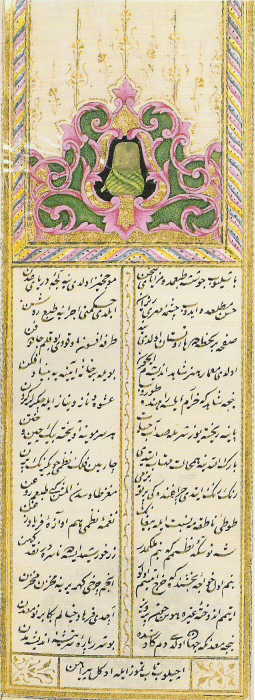
Pagina introductivă a Divanului scris de Nedîm

Nedim (ندئم ) (n. 1681, Istanbul; m. 1730, Istanbul), pe adevăratul său nume, Ahmed, este unul dintre cei mai de seamă reprezentanți ai literaturii otomane de tip divâni. Faima sa de poet a fost dobândită cu precădere între anii 1718-1730, perioadă care este cunoscută în istorie drept Epoca Lalelei.

## Nașterea
S-a născut, cel mai probabil, în anul 1681, la Istanbul, fapt confirmat într-o kasidă pe care poetul însuși i-o scrisese marelui vizir Ibrahim Pașa și în care cel din urmă i se adresează: Gel ey bîgâne-meșrek bî-vefâ Istanbul oğlanı!-  „Vino, nepăsător și nestatornic fiu al Istanbulului!” Provine dintr-o familie de vază, tatăl său, Mehmet Efendi era fiul așa-numitului Merzifonlu Mustafa Muslihüddin Efendi, unul dintre judecătorii militari ai sultanului Ibrahim Devri (1640-1648). Din cauza unor deprinderi vicioase, bunicul său nu s-a bucurat de aprecierea savanților musulmani sau a poporului, ba chiar i s-au adus anumite porecle de ocară, ajungând să fie cunoscut drept Mülakkap Mustafa Efendi, "Mustafa Efendi cel poreclit". Mama poetului, Saliha Hatun provenea din renumitul neam al Karaçelebizâdeler-ilor, prezent încă din vremea căderii Constantinopolului (1451- 1471).  
Această familie de prestigiu avea să fie zdruncinată de uciderea prin linșare a bunicului viitorului poet și cuprinsă de nesiguranța vieții, proprietății și onoarei, ba chiar de teama unui posibil sfârșit tragic al tuturor mebrilor săi. 

## Formare profesională
Dat fiind mediul familial din care provenea, Nedim a avut parte de o instruire aleasă. A studiat științele clasice ale vremii, însușindu-și limba arabă și limba persană la un nivel extrem de ridicat. După ce și-a terminat studiile de medrese, a intrat la examenul organizat de Șeyhülislam Ebezâde Abdullah Efendi, în urma căruia a devenit profesor (müderris) de școală teologică, cel mai probabil între anii 1707-1713, când Ebezâde Abdullah Efendi a ocupat această funcție. „Nedim ve hayatı”. Arhivat din original la 16 ianuarie 2014. Accesat în 10 ianuarie 2014.</ref>
S-a bucurat de admirația și susținerea materială și morală a sadrazamului Ali Pașa și în special a marelui-vizir Nevșehirli Damat Ibrahim Pașa, devenit chiar prieten apropiat al acestuia după ce a desemnat "conservator al cărților" (hâfız-ül kütüb).
Avea o cultură literară vastă, citind cu precădere literatură arabă și persană, scrise atât de mai-marii poeți ai acestora, cât și de poeți ale căror nume nu erau atât de cunoscute. De exemplu, pentru a-l putea citi pe Ali Șir Nevâî, care se folosea de o limbă turcă ciagatai, de secol XV, a trebuit să învețe această limbă, în care el însuși avea să compună ulterior un gazel. 

## Context istoric
Imperiul Otoman pășește în secolul al XVIII-lea odată cu semnarea Tratatului de la Karlowitz (tr. Karlofça), prin care se repune în discuție poziția statelor din Europa și în urma căruia puterea otomană înregistrează pierderi teritoriale substanțiale. Acestea duc la un profund dezechilibru economic, fiind imperios necesară mărirea taxelor și impozitelor plătite de marea majoritate a populației, extrem de iritată de această măsură greu de dus la îndeplinire. Nu puține au fost răscoalele țăranilor sau ale orășenilor, întețite după Pacea de la Passarowitz . În ciuda acestor tensiuni manifestate la nivel socio-politic, în ultimii 12 ani de domnie a sultanului Ahmed al III-lea, alături de marele-vizir Nevșehirli Damat Ibrahim Pașa (1718- 1730), se remarcă o perioadă caracterizată în special prin numeroasele petreceri de palat sau întâlniri fastuoase între membrii elitei otomane. Această perioadă rămâne cunoscută în istorie sub numele de Lâle Devri (Epoca Lalelei) și este considerată drept o încercare de înviorare la nivel politic, economic și cultural, după lunga perioadă de stagnare, dar și o modernizare a întregului imperiu, prin apropierea de civilizațiile vestice, considerate acum cu mult superioare statului otoman. Cea mai importantă caracteristică a acestei perioade este organizarea de petreceri și întâlniri "asezonate"cu halva, care puteau să se întindă pe zile întregi și la care participau sultanul, sadrazamul și un grup al elitelor. În rândul acestora avea să se numere și Nedim, cântărețul acestei epoci frivole , care va transpune cu măiestrie și fără nicio reținere atmosfera grandioaselor întruniri la care participa cu regularitate.  Acest mod de viață plin de pompă avea să stârnească noi revolte în rândul populației, copleșite de povara impozitelor, și a ienicerilor, care din cauza reducerii numărului de campanii militare, fuseseră demobilizați. Cea mai importantă dintre aceste revolte avea să se producă pe 28 septembrie 1730, la comanda căreia se afla fostul ienicer albanez, Patrona Halil.  Această mișcare, care avea ca țintă principală, destituirea marelui-vizir Ibrahim Pașa și a ginerilor săi, Mustafa și Mehmet Pașa, s-a încheiat prin uciderea prin sugrumare a celor doi din urmă, prin detronarea sultanului la câteva zile mai târziu, și totodată, prin sfârșitul strălucitei "epoci a lalelei".  
De altfel, prin strânsa legătură pe care o avea cu mediul imperial, Nedim va fi demonstrat faptul că știa ce soluții putea adopta statul în asemenea probleme care se tot înmulțeau: 
```
                  
Hezârı sanmanız hâbîde zîr-i bâle minkârın
 
                  
Hayâl-i gonce-i sîr-âbın istișmâm içün saklar

                  
Anı ceybinde güller bülbülü ilzâm için saklar
 
[
15
]

                  Să nu credeți că privighetoarea doarme, 
                  Ea, pentru a adulmeca dorința bobocului plin, 
                  Și-a vârât ciocul sub frunza-i
                  Trandafirii, pentru a o face pe privighetoare să tacă, 
                  îl ascund în buzunare. 
```

## Opere
Opera lui Nedim se constituie dintr-un singur divan de poezie, tipărit de trei ori cu litere arabe și o dată cu alfabet latin. El cuprinde poeme în genurile kaside, türkü, gazel, rübaʼi, kıtʼa, șarkı. De asemenea, a tradus din arabă două volume de istorie, Sahâ’ifü’l – ahbâr și Ikdü’l- Cumân fî Târîhî Ehli’z – zamân. I-a rămas cunoscută, atât o cerere scrisă în arabă și persană, pe care i-a trimis-o lui Șehid Ali Pașa și prin care îî cerea acestuia să fie acceptat ca profesor la o medrese, cât și o scrisoare redactată în maniera unui scrib, care conținea și anumite porțiuni de poezie. 

### Universul poetic
Prin epoca în care a trăit, prin instruirea de care a avut parte și prin cultura literară pe care și-a însușit-o, Nedim este considerat a fi un poet divâni. Însă, în unele privințe, la nivel stilistic și lingvistic a reușit să depășească mulți poeți de acest tip, atât prin caracterul său vesel, care iubea viața și distracțiile, cât și prin măiestria sa poetică. Nedim, "privighetoarea nebunului din dragoste" provenit din lumea distracțiilor , a reflectat în opera sa direcțiile vii ale societății din vremea respectivă, eternizându-și versurile prin schițele alese din viața oamenilor, din pasiunile sale. Și pe când încerca să oglindească viața pe care o vedea, nu și-a ascuns lumea interioară, ci prin implicarea directă în această viață exterioară, a făcut ca Epoca Lalelei să intre și să rămână în istorie drept o perioadă a pasiunilor și a distracțiilor.  
La scurt timp după ce a pășit pentru prima dată în lumea poeziei, în care excelau poeți precum Nâbî sau Nef’î, prin scrierile sale, poetul a dus la apariția așa-numitului stil nemidian, la baza căruia stăteau măiestria exprimării unice și spiritul său autohton. 
Nedim face parte din rândul poeților cu un limbaj poetic sărac. Repetă o imagine sau o comparație care i-a plăcut în mod deosebit. Adevărata sa putere, însă, stă ascunsă în măiestria cu care utilizează limba, în special dialectul istanbulez. Prin opera sa dorește să prezinte scene reale din viața Istanbulului și a locuitorilor săi, apropiindu-se de literatura populară și utilizând cu regularitate structuri și expresii specifice limbajului cotidian. Folosind din plin comparații cât se poate de expresive, poetul reușește să-i atribuie Istanbulului un decor foarte bogat, considerându-l chiar „la fel de strălucitor ca soarele care luminează întreaga lume”.  
În centrul creației sale se află și imaginea prea-frumoaselor femei, îmbrăcate în rochii cu imprimeu de trandafiri, surprinse adeseori în timpul dansului și lângă care poetul însuși mărturisește că vrea să petreacă clipe de tihnă. Prin marea sa puterea de exprimare, nu face doar să transmită cele observate, ci îl determină pe cititorul însuși să trăiască momentele respective, însuflețind astfel tabloul la care este martor. 
Ca un produs tipic al epocii și mediului în care a trăit, i se adresează publicului cititor în mod direct, neîngrădit: Gülelim oynayalım kâm alalım dünyadan - " Să râdem, să ne jucăm, să ne bucurăm de lume".

## Decesul
Nedim și-a pierdut viața în timpul răscoalei din septembrie 1730. Cauza morții sale este incertă, însă cel mai probabil a căzut accidental sau s-a aruncat de pe acoperișul casei sale din cartierul istanbulez Bektași, unde se urcase fie pentru a se salva din calea mulțimii, fie pentru a nu permite să se mai repete experiența trăită de bunicul său. 